# Cobbler Pool (Ashburton River)
Der Cobbler Pool ist ein See im Westen des australischen Bundesstaates Western Australia. 
Der See liegt im Verlauf des Ashburton River.